# Kiss Ulrich
P. Kiss Ulrich SJ (Berlin, 1945. február 19. –) jezsuita szerzetes, közgazdász, korábban menedzser és szakkollégiumi rektor, a Management by Jesus vezetői szemináriumsorozat és vállalkozói közösség alapítója.

## Élete
1945-ben született Berlinben, édesanyja német anyanyelvű, édesapja magyar. Miután visszatértek Magyarországra, 1951-56 között a Városmajor utcai Általános Iskola (Budapest), 1956-59 között az Áldás utcai Általános Iskola (Budapest), 1959-62 között a II. Rákóczi Ferenc Fiúgimnázium (Budapest) diákja.
1962-ben családja Németországba disszidált Magyarországról. 1962-63 között a Goethe Gymnasium (Frankfurt/Main), 1963-64 között a Németországi Magyar Gimnázium (Kastl) diákja volt, 1964-ben érettségizett. 1964-tól a Leuveni Katolikus Egyetemen hallgatott üzemgazdaságtant, 1969-ben szerezte meg diplomáját.

Ezen egyetemi évei alatt 1968-ban részt vett egy Párizsból Chartres-ba tartó zarándoklaton és a 10. Pax Romana-kongresszuson Rómában, mindkét élmény nagy hatással volt rá. 
„Én ott a zarándoklaton kaptam a hivatásomat, volt egy azonnali bizonyosság, hogy nekem ott a helyem.”  
1969-70 között a fontainebleau-i menedzseriskolában, az INSEAD-on vett részt mesterképzésen. Mesterdiplomájának megszerzése után két évtizeden keresztül menedzserként dolgozott komoly pozíciókban. 1970-79 között vezető beosztást töltött be a L’Oréalnál. 1981-83 között önálló vállalkozást vezetett, amellyel 1981-ben Opus Anni („az év alkotása”) néven piacra dobta saját parfümjét. 1983 és 1988 között német családi vállalkozásokban európai regionális vezetőként szerzett tapasztalatot.

1988. április 17-én lépett be a jezsuita rendbe, miután csodával határos módon megmenekült  egy autóbalesettől. 
„Elgondolkoztam rajta, hogy ez máshogy is történhetett volna. Nemcsak hogy nekem nem lett bajom, másnak is lehetett volna. És akkor eszembe jutott, hogy nekem nem ez lett volna a feladatom, hogy parfümökről tartsak előadást, van egy ennél komolyabb feladatom.”  
1998-1990 között Torontóban töltötte noviciátusát. 1995-ben szentelték pappá. A Szent Ignác Jezsuita Szakkollégiumban először mint annak lelkésze, majd mint rektora dolgozott, az intézmény a vezetése idején kapja meg a szakkollégiumi minősítést. A Pázmány Péter Katolikus Egyetemen órákat adott. 2014-2018 között a marosvásárhelyi jezsuita közösség elöljárója volt, 2018 óta a budapesti Fáber Szent Péter Rendház tagja.
2021-ben jelent meg Bethlenfalvy Gábor szerzőségével egy életéről szóló könyv a Jezsuita kiadó gondozásában „Fél lábbal a levegőben” címmel.
2010-ben megkapta a Magyar Érdemrend lovagkeresztje kitüntetést.

## Management by Jesus

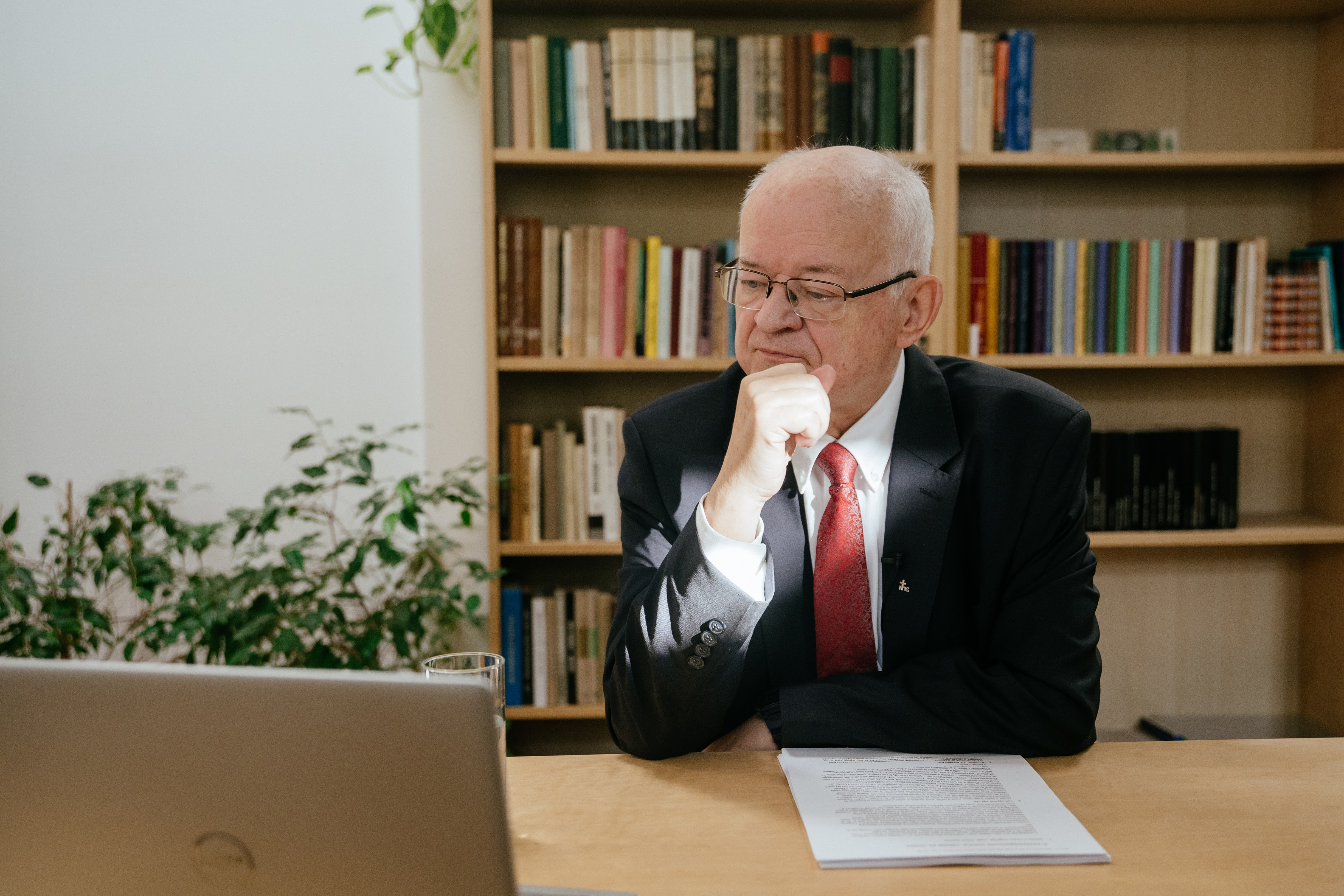
Kiss Ulrich SJ 2020-ban.

Kiss Ulrich SJ 2004 óta tart keresztény vezetői szemináriumokat Management by Jesus (MbJ) néven. Az MbJ lényege, hogy a vállalkozók Jézustól mint a „világ bizonyítottan legsikeresebb menedzserétől” tanuljanak. A program elkötelezi magát a katolikus egyház szociális tanítása bibliai és evangéliumi gyökereinek tanulmányozására, népszerűsítésére és széleskörű megismertetésére. Az MbJ a hálózatépítés céljából vezetői szemináriumokat, lelkigyakorlatokat, szakmai műhelyeket és eszmecseréket szervez. A szemináriumokon kifejlesztett kéziratos munkakönyv alapján 2017-ben jelent meg Kiss Ulrich Szolgáló vezető a tanuló vállalkozásban című munkája.

## Főbb művei
- Igaz-e, hogy... a fény Keletről jön? Hinduizmus és buddhizmus; Agapé–Vatikáni Rádió Magyar Részlege, Novi Sad–Róma, 1994 (Hitvédelmi füzetek)
- Kiss Ulrich–Szentmártoni Mihály: Igaz-e, hogy... beléptünk a Vízöntő-korba? A New Age (Új korszak) ideológiája, "lelkisége" és útvesztői; Agapé–Vatikáni Rádió Magyar Részlege, Novi Sad–Róma, 1995 (Hitvédelmi füzetek)
- Igaz-e, hogy... a halottakkal érintkezhetünk?; Agapé–Vatikáni Rádió Magyar Részlege, Novi Sad–Róma, 1995 (Hitvédelmi füzetek)
- Szolgáló vezető a tanuló vállalkozásban; Jezsuita, Bp., 2017
- "Fél lábbal a levegőben". Kiss Ulrich SJ mesél az életéről; riporter Bethlenfalvy Gábor; Jezsuita, Bp., 2021 (Jezsuita könyvek. Arcélek)